# هارومي فوجيتا
هارومي فوجيتا (باليابانية: 藤田晴美) هي ملحنة يابانية، ولدت في 1961 في تونداباياشي في اليابان.

## وصلات خارجية
- الموقع الرسمي
- هارومي فوجيتا على موقع IMDb (الإنجليزية)
- هارومي فوجيتا على موقع ميوزك برينز (الإنجليزية)
- هارومي فوجيتا على موقع ديسكوغز (الإنجليزية)